# Надгробни споменик Босиљки, невести Обрена Драмлића у селу Гуча
Споменик Босиљки, невести Обрена Драмлића у селу Гуча (†1854) налази се на Анђелића гробљу у селу Гуча, Општина Лучани.

## Опис
Омањи споменик у облику стуба од живичког пешчара. На западној страни, у правоугаоном лучно засвођеном пољу уклесан је кратак текст епитафа. Изнад натписа, у врху, приказан је равнокраки крст, испод кога је стилизована биљка са три цвета. Споменик је добро очуван, прекривен различитим врстама лишаја.

### Епитаф
Текст исписан читким словима предвуковског писма гласи:
БОСİЛЬКА МЛАДА ОБРЕНА ДРАМЛİЋА. УМРЛА 1854